# Białoruska Organizacja Rewolucyjna
Białoruska Organizacja Rewolucyjna – białoruska partia komunistyczna działająca na terenach II Rzeczypospolitej Polskiej w latach 1921–1923.
Białoruska Organizacja Rewolucyjna została utworzona w 1921 r. przez działaczy lewicowego skrzydła Partii Białoruskich Socjalistów-Rewolucjonistów. Partia istniała do 1923 r., kiedy to wszystkie grupy komunistyczne z zachodniej Białorusi, Wileńszczyzny i Białostoczyzny połączyły się w autonomiczną organizację Komunistycznej Partii Robotniczej Polski – Komunistyczną Partię Zachodniej Białorusi.